# Zwolnione tempo
Zwolnione tempo (powszechnie określane skrótem slow-mo) – efekt w kręceniu filmów, w którym czas wydaje się być spowolniony. Został wynaleziony przez austriackiego księdza Augusta Musgera.
Przeciwieństwem zwolnionego tempa jest przyspieszenie. 

## Zastosowanie
Przykładowe zastosowania zwolnionego tempa:
- Zwolnione tempo używa się np. w piłce nożnej do pokazywania powtórek lub weryfikacji danego momentu w meczu.
- Nagrywanie filmów np. uderzanie kropel wody w kamień w zwolnionym tempie.